# Tringini
Tringini – plemię ptaków z podrodziny brodźców (Tringinae) w rodzinie bekasowatych (Scolopacidae).

## Zasięg występowania
Plemię obejmuje gatunki w sezonie lęgowym występujące w Eurazji i Ameryce Północnej.

## Systematyka
Do plemienia należą następujące rodzaje:
- Xenus Kaup, 1829 – jedynym przedstawicielem jest Xenus cinereus (Güldenstädt, 1775) – terekia
- Actitis Illiger, 1811
- Tringa Linnaeus, 1758